# Fernando Gaviria
Fernando Gaviria Rendon (ur. 19 sierpnia 1994 w La Ceja) – kolumbijski kolarz torowy i szosowy, zawodnik profesjonalnej drużyny UAE Team Emirates. Dwukrotny medalista torowych mistrzostw świata i dwukrotny medalista torowych mistrzostw Europy.

## Kariera
Pierwsze sukcesy w karierze Fernando Gaviria osiągnął w 2012 roku, kiedy zdobył złote medale w omnium i madisonie podczas torowych mistrzostw świata juniorów w Invercargill. Rok później zdobywał złote medale w kolarstwie torowym i szosowym podczas mistrzostw panamerykańskich. Największy sukces osiągnął jednak w 2015 roku, kiedy zwyciężył w omnium na torowych mistrzostwach świata w Paryżu. W zawodach tych wyprzedził Glenna O’Shea z Australii oraz Włocha Elię Vivianiego. Wynik ten powtórzył na rozgrywanych rok później mistrzostwach świata w Londynie.

## Najważniejsze osiągnięcia

### kolarstwo torowe
2012
- mistrzostwa świata juniorów
  -  1. miejsce w omnium
  -  1. miejsce w madisonie (z Jordanem Parra)

2013
- mistrzostwa panamerykańskie 
  -  1. miejsce w omnium
  -  2. miejsce w wyścigu drużynowym na dochodzenie

2014
- 1. miejsce w zawodach Pucharu świata w Londynie (omnium)

2015
- 1. miejsce w mistrzostwach świata (omnium)
- igrzyska panamerykańskie
  -  1. miejsce w omnium
  -  1. miejsce w wyścigu drużynowym na dochodzenie

2016
- 1. miejsce w mistrzostwach świata (omnium)

### kolarstwo szosowe
2015
- 1. miejsce na 1. i 3. etapie Tour de San Luis
- 1. miejsce na 1. (jazda druż. na czas) i 2. etapie Czech Cycling Tour
- 1. miejsce na 4. etapie Tour of Britain

2016
- 1. miejsce na 1. (jazda druż. na czas) i 2. etapie Tour de San Luis
- 1. miejsce w klasyfikacji punktowej Tour de La Provence
  - 1. miejsce na 3. etapie
- 1. miejsce na 3. etapie Tirreno-Adriático
- 10. miejsce w Dwars door Vlaanderen
- 6. miejsce w Gandawa-Wevelgem
- 1. miejsce na 2. i 4. etapie Tour de Pologne
- 1. miejsce w GP Impanis-Van Petegem
- 1. miejsce w Paryż-Tours

2017
- 1. miejsce na 1. i 4. etapie Vuelta a San Juan
- 1. miejsce na 1. etapie Volta ao Algarve
- 1. miejsce na 6. etapie Tirreno-Adriático
- 5. miejsce w Mediolan-San Remo
- 9. miejsce w Gandawa-Wevelgem
- 1. miejsce w klasyfikacji punktowej Giro d’Italia
  - 1. miejsce na 3., 5., 12. i 13. etapie
- 1. miejsce na 4. etapie Tour of Britain
- 1. miejsce w klasyfikacji punktowej Tour of Guangxi
  - 1. miejsce na 1., 2., 3. i 6. etapie

2018
- 1. miejsce w klasyfikacji punktowej Tour of California
  - 1. miejsce na 1., 5. i 7. etapie
- 1. miejsce na 1. i 4. etapie Tour de France

2019
- 1. miejsce na 1. i 4. etapie Vuelta a San Juan
- 1. miejsce na 2. etapie UAE Tour
- 2. miejsce w Driedaagse Brugge-De Panne
- 1. miejsce na 3. etapie Giro d’Italia
- 1. miejsce na 1. i 5. etapie Tour of Guangxi

2020
- 1. miejsce na 2., 4. i 7. etapie Vuelta a San Juan
- 1. miejsce na 2. etapie Vuelta a Burgos
- 1. miejsce na 2. etapie Tour du Limousin
- 1. miejsce w Giro di Toscana

2021
- 1. miejsce na 3. etapie Tour de Pologne
- 3. miejsce w Grand Prix de Fourmies

2022
- 1. miejsce w klasyfikacji punktowej Tour of Oman
  - 1. miejsce na 1. i 6. etapie
- 2. miejsce w Eschborn–Frankfurt

2023
- 1. miejsce na 4. etapie Vuelta a San Juan
- 2. miejsce w Mediolan-Turyn
- 1. miejsce na 5. etapie Tour de Romandie